# Упа (приток Эльбы)
Упа (чеш. Úpa) — река в Чехии (Краловеградецкий край), левый приток Эльбы (Лабы).

## География и гидрология

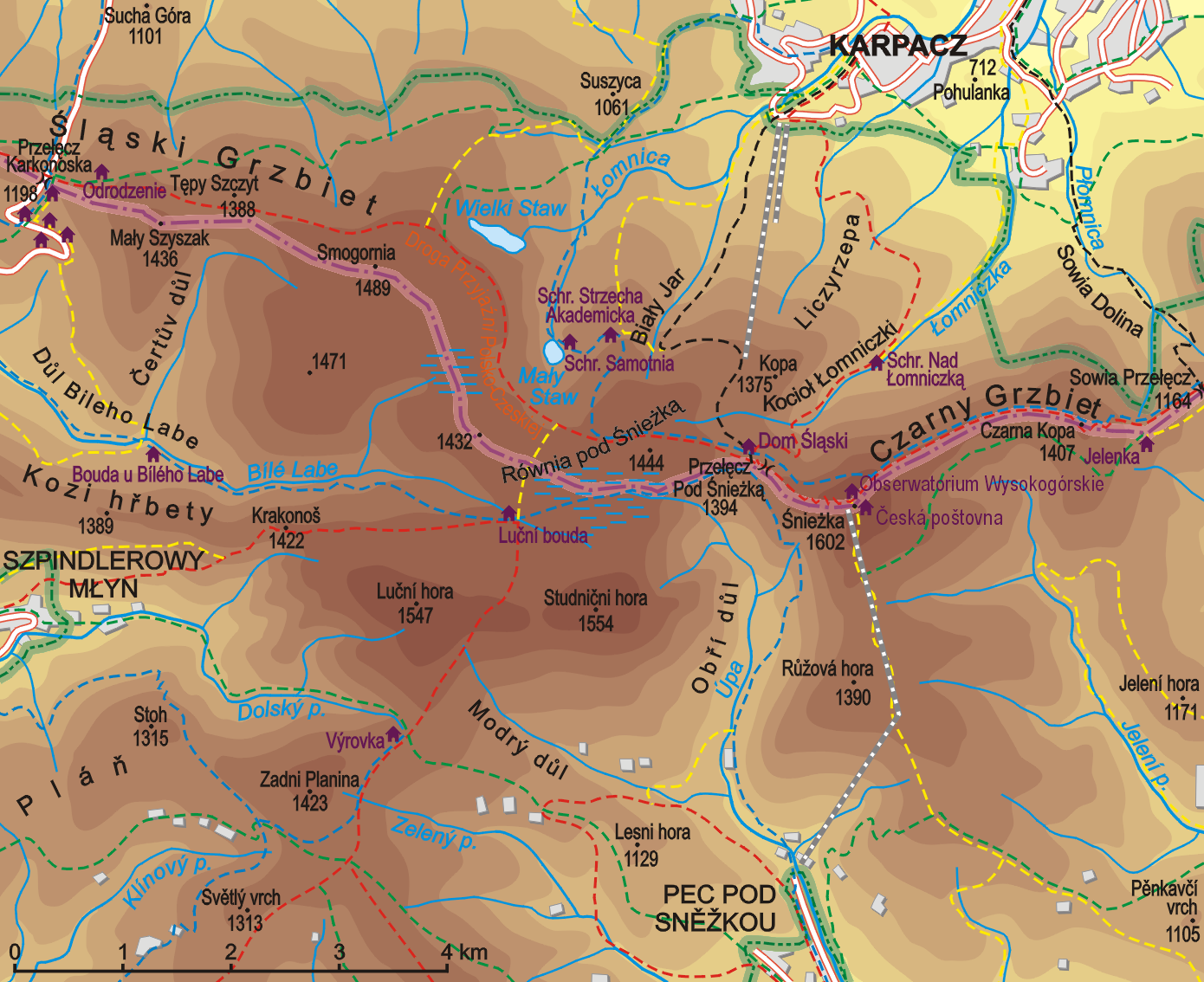
Истоки Упы у подножья Снежки

Общая протяжённость реки составляет 78 км, площадь водосборного бассейна — 513 км². Средний расход воды около 7 м³/с, питание реки преимущественно снеговое и дождевое. Половодье на реке происходит весной.
Истоки река берёт из Упских болот расположенных на границе Чехии и Польши, находящихся в горном массиве Крконоше, расположенных в 2 километрах к западу от самой высокой горы Чехии — Снежки.
Упа впадает в Лабу в городе Яромерж.